# Sonne Live
Sonne Live — п'ятий подвійний живий альбом німецького електронного проєкту Schiller, випущений лейблом Universal Records 22 березня 2013 року на компакт-дисках, DVD і Blu-ray. Крім запису концерту до альбому також ввійшли три бонус-треки — Чилаут версії студійних композицій.

## Огляд
Це оригінальний запис із концерту в Берліні на О2-Арені під час останнього концерту туру Німеччиною 2012 року 9 грудня 2012 року. Являє собою живе виконання переважної більшості композицій з останнього студійного альбому Sonne на підтримку якого й організували тур. Також виконано і деякі популярні композицій з попередніх студійних альбомів на зразок «Das Glockenspiel», «Sehnsucht», «Schiller».
До конццертного складу гурту на період туру ввійшли музиканти та вокалістки, більшість з яких супроводжували Крістофера фон Дейлена і на попередньому великому турі Atemlos. Так постійним басистом гастрольних турів залишився Manfred «Thissy» Thiers, який відомий як учасник гурту Moti Special, барабанщиком був Кліфф Г'ювіт з гурту Apollo 440.

## Критичні відгуки
На думку Штефана Вюрстенгаґена з Mindbreed, звучання та аранжування сильно нагадують Жана Мішеля Жарра та Майка Олдфілда. «Однак Шиллеру вдається перенести це бачення в нове тисячоліття завдяки фантастичному світловому шоу та високій якості запису». За Medienkonverter, до релізу потрапила як часто, так і рідко виконувана музика. «Атмосфера трохи нагадує сценічні декорації, які ми бачили в Pink Floyd».

## Список композицій
Автор музики і слів Крістофер фон Дейлен. 
| Перший диск | Перший диск                | Перший диск   | Перший диск |
| #           | Назва                      | Вокал         | Тривалість  |
| ----------- | -------------------------- | ------------- | ----------- |
| 1.          | «Willkommen»               |               | 0:56        |
| 2.          | «Lichtermeer»              |               | 4:20        |
| 3.          | «Solaris»                  |               | 1:22        |
| 4.          | «Kon-Тікі»                 |               | 3:37        |
| 5.          | «Revelation»               |               | 5:02        |
| 6.          | «Velvet Aeroplane»         | Kate Havnevik | 5:44        |
| 7.          | «Schiller»                 |               | 5:48        |
| 8.          | «The Silence»              | Meredith Call | 6:03        |
| 9.          | «Reach Out»                | Meredith Call | 4:55        |
| 10.         | «Sommernacht»              |               | 5:19        |
| 11.         | «Berlin-Moskau»            |               | 5:11        |
| 12.         | «Mitternacht»              |               | 6:27        |
| 13.         | «Leidenschaft»             |               | 4:45        |
| 14.         | «Ghost»                    | Kate Havnevik | 4:45        |
| 15.         | «The Fire»                 | Kate Havnevik | 5:56        |
| 16.         | «Sehnsucht (Instrumental)» |               | 6:15        |

| Другий диск | Другий диск            | Другий диск   | Другий диск |
| #           | Назва                  | Вокал         | Тривалість  |
| ----------- | ---------------------- | ------------- | ----------- |
| 1.          | «Das Glockenspiel»     |               | 5:44        |
| 2.          | «Always You»           | Анггун        | 7:54        |
| 3.          | «Einklang»             |               | 5:17        |
| 4.          | «Epic Shores»          | Meredith Call | 5:58        |
| 5.          | «Heimathafen»          |               | 4:17        |
| 6.          | «Blind»                | Анггун        | 5:03        |
| 7.          | «Playing With Madness» |               | 4:58        |
| 8.          | «Nachtflug»            |               | 6:35        |
| 9.          | «Reprise»              |               | 3:40        |